# Bankovka dva tisíce korun českých

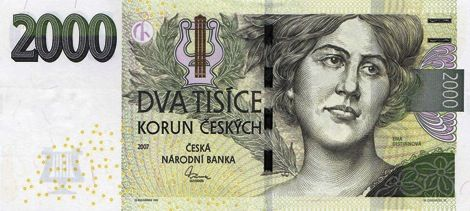
Lícní strana

Bankovka dva tisíce korun českých, tedy bankovka o hodnotě 2000 korun (lidově též dvoutisícovka), má mezi českými bankovkami druhou nejvyšší hodnotu. Motiv navrhl a vytvořil Oldřich Kulhánek, autor všech současných českých bankovek. Na lícní straně je česká operní pěvkyně Ema Destinnová (jež je zároveň i na vodoznaku, jak je u českých bankovek obvyklé), na rubu pak housle, violoncello, velké písmeno D a hlava Múzy. Bankovka sama je tištěna v zlato-zelených barvách. V pravém horním rohu je pak umístěna hmatová značka pro slabozraké a nevidomé, jež má tvar dvou rovnoběžných vodorovných čar. Současný vzor je v oběhu od je od 2. 7. 2007. Bankovku tiskne Státní tiskárna cenin v Praze.

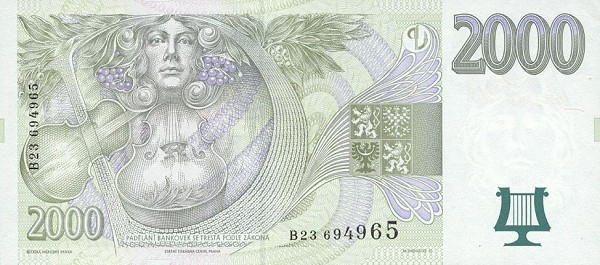
Rubová strana

## Vzory

### Vzor 1996
Vzor byl v oběhu od 1. 10. 1996 do 30. 6. 2022, výměna od je možná 1. 7. 2022 do 30. 6. 2024 ve všech bankách provádějících pokladní operace a od 1. 7. 2024 pouze v ČNB.

### Vzor 1999

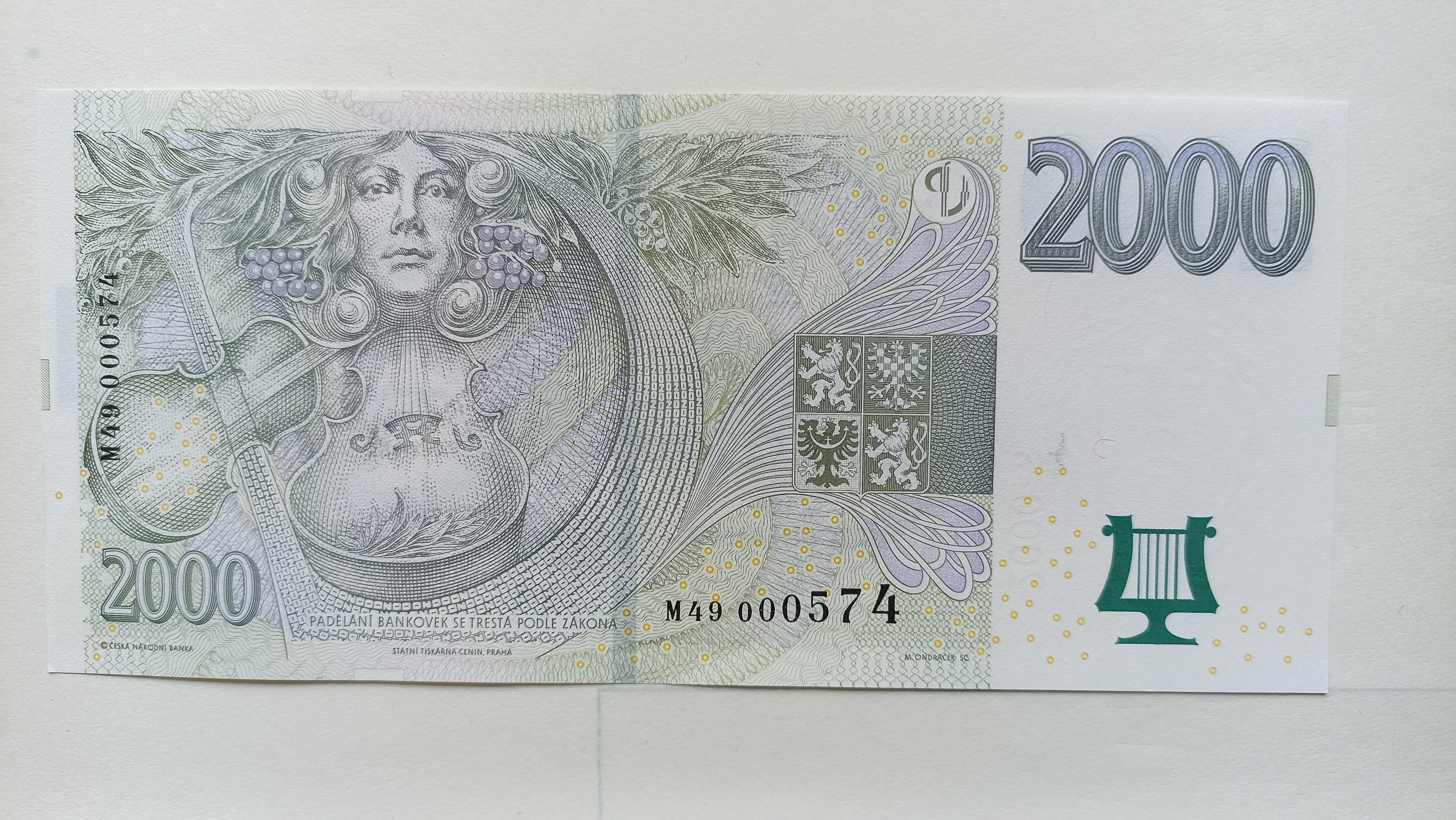
Bankovka 2000 Kč vzor 2007, rubová strana s novými bezpečnostními prvky

Vzor byl v oběhu od 1. 12. 1999 do 30. 6. 2022. Výměna je možná od 1. 7. 2022 do 30. 6. 2024 ve všech bankách provádějících pokladní operace a od 1. 7. 2024 pouze v ČNB.

### Vzor 2007
Vzor je v oběhu od 2. 7. 2007. Od starších vzorů z let 1996 a 1999 se liší modernějšími a četnějšími bezpečnostními prvky i odlišnou stylizací vodoznaku doplněného o svislou hodnotovou číslici „2000“.

## Rozměry
Bankovka má rozměry 164 × 74 mm s tolerancí ± 1,5 mm, šířka kuponu je 43 mm.